# Col du Pillon
Pour les articles homonymes, voir Pillon (homonymie).
Ne doit pas être confondu avec Col du Pilon.
Le col du Pillon est un col des Alpes suisses (1 546 mètres) reliant Les Diablerets dans le canton de Vaud à Gsteig bei Gstaad dans le canton de Berne. Il est le point de départ du téléphérique (Glacier 3000) du glacier de Tsanfleuron dans le massif des Diablerets. La route, ouverte pendant toute l'année, a une déclivité de 11 % et le tonnage maximum autorisé est de 32 tonnes.

## Cyclisme
Le Tour de Suisse a grimpé le col, classé en 1re catégorie, à plusieurs reprises : en 1977, lors de la 5e étape du Tour de Suisse 2018 et lors de 5e étape du tour de Suisse 2021.
Le Tour de Romandie le franchit à plusieurs reprises, notamment lors de la 1re étape en 2011 et de la 4e étape en 2017.